# Hans Matthiae
Hans Matthiae (* 22. Dezember 1884 in Bernburg an der Saale; † 21. November 1948 in Berlin) war ein deutscher Ruderer, der 1912 eine olympische Bronzemedaille mit dem Achter gewann.
Matthiae startete für den Berliner Ruderverein von 1876. 1911 gewann er zusammen mit Werner Dehn, Otto Liebing und Rudolf Reichelt die Deutsche Meisterschaft im Vierer ohne Steuermann. Mit dem Achter unterlagen die Berliner bei der Deutschen Meisterschaft dem Achter aus Stettin. 1912 siegte der Achter mit Otto Liebing, Max Bröske, Max Vetter, Willi Bartholomae, Fritz Bartholomae, Werner Dehn, Rudolf Reichelt, Hans Matthiae und Steuermann Kurt Runge bei der Deutschen Meisterschaft vor dem Boot aus Mainz, das Boot vom Berliner RC Sport-Borussia gab auf.
Bei den Olympischen Spielen 1912 auf dem Djurgårdsbrunnsviken in Stockholm traten jeweils zwei Boote im K.-o.-System gegeneinander an. Der Achter des Berliner RV von 1876 siegte in der ersten Runde über einen ungarischen Achter. In der zweiten Runde trafen zwei Berliner Boote aufeinander, der RV von 1876 siegte über das Boot von Sport-Borussia. Im Halbfinale unterlag das Boot mit Matthiae den späteren Olympiasiegern vom Londoner Leander Club. Da nur drei Boote das Halbfinale erreichten, waren die Deutschen damit Olympiadritte.
1913 belegte Matthiae bei der Deutschen Meisterschaft im Zweier ohne Steuermann zusammen mit Werner Dehn den zweiten Platz.